# Estrategia evolutivamente estable
En teoría de juegos, una estrategia evolutivamente estable (o EEE) es una estrategia que, si es adoptada por una población, no puede ser invadida por ninguna otra estrategia alternativa. El concepto es un refinamiento del equilibrio de Nash. Se trata de un equilibrio de Nash que es "evolutivamente" estable: una vez que se fija una población, la selección natural por sí sola es suficiente para impedir estrategias alternativas (mutantes) de invadir con éxito. La teoría no está destinada a hacer frente a la posibilidad de que graves cambios externos en el medio ambiente traigan nuevas fuerzas selectivas que soportar.
Desarrollado por primera vez en 1973, la EEE se utiliza ampliamente en ecología del comportamiento y en economía, se ha utilizado también en la antropología, la psicología evolutiva, la filosofía y la ciencia política. 

## Historia
Las estrategias evolutivamente estables fueron definidas e introducidas por John Maynard Smith y George R. Price en 1973 en un artículo para la revista Nature. Tal fue el tiempo empleado en la revisión inter pares del artículo que fue precedida por un ensayo en 1972 por Maynard Smith en un libro de ensayos titulado On Evolution. El ensayo de 1972 se cita a veces en lugar del artículo de 1973, pero las bibliotecas universitarias son mucho más propensas a tener copias de Nature.

## Motivación
El equilibrio de Nash es el tradicional concepto solución en la teoría de juegos. Depende de las capacidades cognitivas de los jugadores. Se supone que los jugadores son conscientes de la estructura del juego y conscientemente tratan de predecir los movimientos de sus oponentes para maximizar sus propias ganancias. Además, se presume que todos los jugadores saben esto. Estas suposiciones se utilizan para explicar por qué los jugadores eligen las estrategias de equilibrio de Nash.
Las estrategias evolutivamente estables están motivadas enteramente por razones diferentes. Aquí, se supone que las estrategias de los jugadores son biológicamente codificadas y heredables. Los individuos no tienen control sobre su estrategia y no tienen que ser conscientes del juego. Se reproducen y están sujetos a las fuerzas de la selección natural (con las ganancias del juego que representan el éxito reproductivo (Aptitud (biología)). Se imagina que las estrategias alternativas del juego, de vez en cuando, se producen a través de un proceso como mutación. Para ser una EEE, una estrategia debe ser resistente a estas alternativas.
Dados los supuestos radicalmente diferentes de motivación, puede ser una sorpresa que el EEE y los equilibrios de Nash a menudo coincidan. De hecho, cada EEE corresponde a un equilibrio de Nash, pero algunos equilibrios de Nash no son EEE.

## Equilibrios de Nash y EEE
La EEE es un refinamiento de un equilibrio de Nash. En un equilibrio de Nash, si todos los jugadores adoptan sus respectivas partes, ningún jugador puede beneficiarse por el cambio a una estrategia alternativa. En un juego de dos jugadores, que es un par  de estrategias. Sea E(S, T) representa la recompensa por jugar la estrategia S contra la estrategia T. El par de estrategias (S, S) es un equilibrio de Nash en un juego de dos jugadores si y sólo si esto es cierto tanto para ambos jugadores y para todo T ≠ S:
E(S,S) ≥ E(T,S)
En esta definición, la estrategia de T puede ser una alternativa neutral para S (igual de buena, pero no mejor). Un equilibrio de Nash se presume que es estable, incluso si las puntuaciones T son iguales, en el supuesto de que no hay incentivos a largo plazo para que los jugadores adopten T en lugar de S. Este hecho representa el punto de partida de la EEE.
Maynard Smith y Price especifican dos condiciones para una estrategia de S como un EEE:
1. E(S,S) > E(T,S), o
2. E(S,S) = E(T,S) y E(S,T) > E(T,T)

para todo T≠S.